# Aeroport d'Amsterdam-Schiphol
L'Aeroport d'Amsterdam-Schiphol (codi IATA: AMS; codi OACI: EHAM) (en neerlandès: Luchthaven Schiphol) o simplement Schiphol és el principal aeroport dels Països Baixos. Està situat al sud d'Amsterdam, al municipi de Haarlemmermeer. Schiphol és un dels principals aeroports europeus, competint en nombre de passatgers (51 milions) i càrrega amb l'Aeroport de Londres-Heathrow, Aeroport de París-Charles de Gaulle i l'Aeroport de Frankfurt, obtenint la quarta posició en el rànquing d'aeroports europeus pel que fa al tràfic de passatgers.
Schiphol va començar com una petita base militar a principis del segle xx. Avui en dia, disposa de tres grans terminals de passatgers i 5 grans pistes d'enlairament, a més d'una sisena per a avions petits. A causa de la seva gran intensitat de trànsit, moltes de les companyies de vacances es dirigeixen ara a aeroports més petits, com Eelde, Rotterdam, Eindhoven i Beek.
Els ferrocarrils neerlandesos tenen una estació subterrània a l'aeroport, on paren gairebé tots els trens que circulen per l'oest del país, inclosos tots els serveis internacionals que provenen de França o Bèlgica. A més, tres autopistes hi donen accés, entre altres l'A4, travessada per un pont on circulen els avions per anar cap a les pistes més occidentals.
Schiphol és alhora un gran centre comercial. No només hi compren persones que hagin de volar, sinó també passatgers dels ferrocarrils, ja que el seu horari d'obertura és molt més ampli que l'habitual als Països Baixos (amb supermercats oberts set dies per setmana fins a mitjanit, si bé els darrers anys els horaris s'han tendit a ampliar arreu del país, disminuint l'avantatge de l'aeroport).
Schiphol és l'aeroport més baix del món, 5 metres per sota del nivell del mar. La torre de control, de 101 m d'alçada, era la més alta del món en ser construïda el 1991.
Schiphol serveix de base a les companyies aèries KLM, Martinair, Transavia.com, Arkefly, Corendon Dutch Airlines, Delta Airlines i Vueling.

## Aerolínies i destinacions
| Companyia                                        | Destinacions | Terminal      |
| ------------------------------------------------ | --- | ------------- |
| Adria Airways                                    | Ljubljana | B             |
| Aer Lingus                                       | Cork, Dublín | D             |
| Aeroflot                                         | Moscou-Xeremètievo | D, G          |
| Afriqiyah Airways                                | Trípoli | G             |
| Air Arabia Maroc                                 | Casablanca, Tànger | G             |
| Air Astana                                       | Atyrau, Oral | D             |
| Air France                                       | Lió, París-Charles de Gaulle | C             |
| Air France operat per CityJet                    | Basel/Mulhouse | D             |
| Air France operat per HOP!                       | Clarmont d'Alvèrnia, Lió, Nantes, Estrasburg | C             |
| Air Malta                                        | Malta | C             |
| Air Transat                                      | de temporada: Calgary, Toronto-Pearson, Vancouver | G             |
| AirBaltic                                        | Riga, Vílnius | D             |
| Alitalia                                         | Milà-Linate, Roma-Fiumicino, Torí | B             |
| Amsterdam Airlines                               | Ankara, Erbil, Kayseri, Nador, Tangier de temporada: Antalya, Konya, Milà-Orio al Serio, Tel-Aviv, Trabzon |               |
| Arkefly                                          | Antalya, Aruba, Banjul, Boa Vista, Bonaire, Burgas, Cancun, Colombo, Curaçao, Dalaman, Essaouira, Faro, Fortaleza, Goa, Iràklio, Holguin, Hurghada, Larnaca, Las Palmas de Gran Canaria, Luxor, Katmandú, Kos, Màlaga, Miami [comença el 24 de juny], Monastir, Montego Bay, Natal, Orlando-Sanford [comença el 24 de juny], Paphos, Porlamar, Puerto Plata, Punta Cana, Rhodes, Sal, Salvador da Bahia, Xarm el-Sheikh, Sint Maarten, Tenerife-Sud, Varadero Seasonal: Aqaba, Toronto-Pearson | D, G          |
| Arkia Israel Airlines                            | Tel-Aviv–Ben Gurion | G             |
| Armavia                                          | Yerevan | D             |
| Austrian Airlines                                | Viena | B             |
| Austrian operat per Tyrolean Airways             | Viena | B             |
| Belavia                                          | Minsk | D             |
| Bmibaby                                          | Birmingham, East Midlands | H             |
| British Airways                                  | Aeroport de Londres-Gatwick, Londres-Heathrow | D             |
| British Airways operat per BA CityFlyer          | Londres-City | D             |
| Bulgaria Air                                     | Sofia de temporada: Burgàs | D             |
| Cathay Pacific                                   | Hong Kong | G             |
| China Airlines                                   | Bangkok-Suvarnabhumi, Taipei-Taoyuan | F             |
| China Southern Airlines                          | Pequín-Capital, Guangzhou | E             |
| Cimber Sterling                                  | Copenhagen | TBA           |
| Cityjet                                          | Londres-City | D             |
| Cityjet operat per VLM Airlines                  | Londres-City | D             |
| Corendon Airlines                                | Ankara, Antalya, Ercan, Kayseri | G             |
| Croatia Airlines                                 | Zagreb de temporada: Pula, Split | D             |
| Cyprus Airways                                   | Larnaca, Paphos | D             |
| Delta Air Lines                                  | Atlanta, Boston, Detroit, Memphis, Minneapolis/St. Paul, Mumbai, Nova York-JFK, Newark, Portland (OR), Seattle/Tacoma | E, F, G       |
| easyJet                                          | Barcelona, Belfast-International, Berlín-Schönefeld, Bristol, Doncaster/Sheffield [acaba el 4 de gener], Edimburg, Liverpool, Londres-Gatwick, Londres-Luton, Londres-Stansted, Madrid, Manchester, Milà-Malpensa, Praga, Roma-Fiumicino, Split | H, M          |
| easyJet Switzerland                              | Basel/Mulhouse, Ginebra | M             |
| EgyptAir                                         | el Caire | G             |
| El Al                                            | Tel-Aviv–Ben Gurion | G             |
| Emirates                                         | Dubai | G             |
| Europe Airpost                                   | Las Palmas de Gran Canaria, Màlaga, Tànger de temporada: Iràklio, Nador | D             |
| EVA Air                                          | Bangkok-Suvarnabhumi, Taipei-Taoyuan | E             |
| Finnair                                          | Hèlsinki | B             |
| Flybe                                            | Exeter, Manchester, Southampton | H             |
| Garuda Indonesia                                 | Dubai, Jakarta-Soekarno-Hatta | G, D          |
| Georgian Airways                                 | Tbilisi | D             |
| Iberia                                           | Madrid-Barajas | B             |
| Icelandair                                       | Reykjavík-Keflavík | C             |
| Iran Air                                         | Teheran-Imam Khomeini | G             |
| Israir                                           | de temporada: Tel-Aviv–Ben Gurion | G             |
| Jet2.com                                         | Leeds/Bradford | H             |
| Kenya Airways                                    | Nairobi | F             |
| KLM                                              | Aberdeen, Abu Dhabi, Abuja, Accra, Addis Abeba, Almaty, Aruba, Atenes, Atlanta, Bahrain, Bangkok-Suvarnabhumi, Barcelona, Pequín-Capital, Bergen, Berlin-Tegel, Billund, Birmingham, Bonaire, Bucarest-Otopeni, Budapest, el Caire, Calgary, Ciutat del Cap, Chengdu, Chicago-O'Hare, Copenhaguen, Curaçao, Dallas/Fort Worth, Damasc, Dammam, Dar es Salaam, Delhi, Denpasar/Bali, Doha, Dubai, Edimburg, Entebbe, Ginebra, Glasgow-International, Göteborg-Landvetter, Guayaquil, Hangzhou, Hèlsinki, Hong Kong, Houston-Intercontinental, Istanbul-Atatürk, Jakarta-Soekarno-Hatta, Johannesburg, Kano, Khartoum, Kíev-Boryspil, Kilimanjaro, Kuala Lumpur, Kuwait, Kigali, Lagos, Lima, Lisboa, Londres-Heathrow, Los Angeles, Madrid-Barajas, Manchester, Manila, Ciutat de Mèxic, Miami [es reprèn el 27 de març], Milà-Linate, Milà-Malpensa, Montréal-Trudeau, Moscou-Xeremètievo, Múnic, Masqat, Nairobi, Newcastle upon Tyne, Nova York–JFK, Niça, Osaka-Kansai, Oslo-Gardermoen, Panamà, Paramaribo, París-Charles de Gaulle, Quito, Roma-Fiumicino, St Maarten, St Petersburg, San Francisco, São Paulo-Guarulhos, Seül-Incheon, Shanghai-Pudong, Singapur, Stavanger, Estocolm-Arlanda, Taipei-Taoyuan, Teheran-Imam Khomeini, Tel-Aviv–Ben Gurion, Tòquio-Narita, Toronto-Pearson, Trípoli, Vancouver, Viena, Varsòvia, Washington-Dulles, Xiamen [comença el 27 de març], Zuric | B, C, D, E, F |
| KLM operat per KLM Cityhopper                    | Aalborg [comença el 27 de març], Aberdeen, Berlin-Tegel, Billund, Birmingham, Bolonya, Bordeus, Bremen, Bristol, Brussels, Cardiff, Cologne/Bonn, Durham/Tees Valley, Düsseldorf, Edimburg, Frankfurt, Ginebra, Göteborg-Landvetter, Hamburg, Hannover, Hèlsinki, Kingston-upon-Hull, Kristiansand, Leeds/Bradford, Linköping, Liverpool, Londres-Heathrow, Luxemburg, Marsella, Múnic, Niça, Norwich, Nuremberg, Paris-Charles de Gaulle, Sandefjord, Stavanger, Stuttgart, Toulouse, Trondheim, Venice-Marco Polo, Viena, Varsòvia, Zuric | B, C, D       |
| KLM operat per PrivatAir                         | Houston-Intercontinental | E             |
| Korean Air                                       | Madrid-Barajas, Seül-Incheon | G             |
| LOT Polish Airlines                              | Varsòvia | C             |
| Lufthansa                                        | Frankfurt | B             |
| Lufthansa Regional operat per Lufthansa CityLine | Hamburg, Múnic | B             |
| Malaysia Airlines                                | Kuala Lumpur | F             |
| Martinair                                        | Aruba, Cancun, Curaçao, Havana, Mombasa, Orlando [ends 15 January], Puerto Plata, Punta Cana, Varadero | G             |
| Meridiana                                        | Florència | C             |
| Norwegian Air Shuttle                            | Copenhagen, Oslo-Gardermoen | M             |
| Onur Air                                         | Antalya, Bodrum, Dalaman | D, G          |
| Pakistan International Airlines                  | Islamabad, Lahore | G             |
| Pegasus Airlines                                 | Antalya, Dalaman, İstanbul-Sabiha Gökçen | D, G          |
| Pegasus operat per IZair                         | Izmir | G             |
| Rossiya                                          | St. Petersburg | D             |
| Royal Air Maroc                                  | Casablanca, Nador, Tànger de temporada: Al Hoceima, Oujda | D, G          |
| Royal Jordanian                                  | Amman-Reina Alia | D             |
| Scandinavian Airlines                            | Copenhaguen, Oslo-Gardermoen, Estocolm-Arlanda | C             |
| Singapore Airlines                               | Singapur | E             |
| Sky Airlines                                     | Antalya, Dalaman | D, G          |
| Sun d'Or International Airlines                  | de temporada: Tel-Aviv–Ben Gurion | G             |
| SunExpress                                       | Antalya, Esmirna, İstanbul-Sabiha Gökçen | G             |
| Surinam Airways                                  | Paramaribo | G             |
| Swiss International Airlines                     | Zuric | C             |
| Syrian Air                                       | Alep, Damasc | D, G          |
| TACV                                             | Sal | D             |
| TAP Portugal                                     | Lisboa de temporada: Porto | B             |
| TAROM                                            | Bucarest-Otopeni | D             |
| Transavia.com                                    | Agadir, Alacant, Almeria, Antalya, Atenes, Barcelona, Berlin-Tegel, Bodrum, Catània, Dalaman, Djerba, Enfidha, Faro, Fuerteventura, Funchal, Innsbruck, Istanbul-Sabiha Gökçen, Esmirna, Jerez de la Frontera, Las Palmas de Gran Canaria, Lisboa, Màlaga, Marrakech, Menorca, Montpeller, Nàpols, Niça, Pisa, Olbia, Santa Cruz de la Palma, Taba, Tenerife-South, València, Venice-Treviso de temporada: Biarritz, Burgàs, Chania, Corfú, Heraklion, Hurghada, Eivissa, Kefalonia, Kithira, Kos, Lesbos, Palma, Preveza/Lefkas, Rhodes, Rovaniemi, Salzburg, Xarm el-Xeikh, Varna, Zakynthos | B, C, D, E, G |
| Tunisair                                         | Tunis | G             |
| Turkish Airlines                                 | Istanbul-Atatürk de temporada: Kayseri | G             |
| Turkish Airlines operat per Anadolujet           | Ankara, Istanbul-Sabiha Gokcen | G             |
| Ukraine International Airlines                   | Kíev-Boryspil | D             |
| United Airlines                                  | Chicago-O'Hare, Washington-Dulles | G             |
| Ural Airlines                                    | Moscou-Zhukovsky (a partir del 27 de desembre del 2018) | -             |
| Viking Hellas                                    | Atenes | B             |
| Vueling Airlines                                 | A Coruña, Alacant, Barcelona, Bilbao, Eivissa, Màlaga, Palma, Sevilla, Valencia, Viena (s'inicia el 2 de desembre del 2018), Zuric | B             |